# Сакатон-Флетс-Вілледж
Сакатон-Флетс-Вілледж (англ. Sacaton Flats Village) — переписна місцевість (CDP) в США, в окрузі Пінал штату Аризона. Населення — 576 осіб (2020).

## Географія
(Аризона) розташований за координатами 33°3′21″ пн. ш. 111°39′32″ зх. д. / 33.05583° пн. ш. 111.65889° зх. д. (33.055897, -111.658992). За даними Бюро перепису населення США в 2010 році переписна місцевість мала площу 16,15 км², уся площа — суходіл.

## Демографія
Згідно з переписом 2010 року, у переписній місцевості мешкала 541 особа в 159 домогосподарствах у складі 118 родин. Густота населення становила 33 особи/км². Було 168 помешкань (10/км²).
Расовий склад населення:
| - 95,6 % — корінних американців - 1,3 % — білих - 0,2 % — чорних або афроамериканців |

До двох чи більше рас належало 3,0 %. Іспаномовні складали 11,6 % від усіх жителів.
За віковим діапазоном населення розподілялося таким чином: 33,6 % — особи молодші 18 років, 63,1 % — особи у віці 18—64 років, 3,3 % — особи у віці 65 років та старші. Медіана віку мешканця становила 27,5 року. На 100 осіб жіночої статі у переписній місцевості припадало 100,4 чоловіків; на 100 жінок у віці від 18 років та старших — 101,7 чоловіків також старших 18 років.
За межею бідності перебувало 51,7 % осіб, у тому числі 88,1 % дітей у віці до 18 років та 0,0 % осіб у віці 65 років та старших.
Цивільне працевлаштоване населення становило 105 осіб. Основні галузі зайнятості: сільське господарство, лісництво, риболовля — 45,7 %, публічна адміністрація — 22,9 %, мистецтво, розваги та відпочинок — 20,0 %.